# Bijoy Barman
Bijoy Kumar Barman (1º dicembre 1928 – ...) è stato un nuotatore e pallanuotista indiano.

## Biografia
Ha rappresentato l'India ai Giochi olimpici estivi di Helsinki 1952, gareggiando nei 100 metri dorso e nel torneo di pallanuoto.